# Romulea nivalis
Romulea nivalis är en irisväxtart som först beskrevs av Pierre Edmond Boissier och Karl Theodor Kotschy, och fick sitt nu gällande namn av Friedrich Wilhelm Klatt. Romulea nivalis ingår i släktet Romulea och familjen irisväxter. Inga underarter finns listade i Catalogue of Life.